# Educação do campo
A educação do campo é a educação formal oferecida à população do campo. De acordo com Roseli Salete Caldart, autora da obra "Pedagogia do Movimento Sem Terra" (2004) a Educação do campo pode ser compreendido como fenômeno social constituído por aspectos culturais, políticos e econômicos. Nesse sentido, podemos inferir que os processos educacionais do campo precisam ser significativos conforme a realidade dos sujeitos que o integram. Desse modo, Educação do Campo surge a partir da preocupação dos sujeitos e dos movimentos sociais em promover processos educacionais para a consolidação dos valores, princípios e dos modos de ser e viver daqueles que integram o campo.
Várias universidades brasileiras oferecem o curso superior de licenciatura em educação do campo para a formação de professores em educação do campo.

## História
O termo Educação do campo foi criado a partir da 1º Conferencia Nacional de Educação Básica do Campo, realizada em 1990, que teve como propósito discutir acerca dos questionamentos que surgiram no 1º Encontro Nacional de Educadores da Reforma Agrária (ENERA). Como resultado, surge o conceito da Escola do Campo diferentemente da Escola Rural com que se estava acostumado a encontrar o ensino no Brasil para aqueles que habitavam áreas do campo.
As discussões ocorridas a partir da década de 1990 buscaram consolidar a resolução dos dilemas relativos a vida no campo, sendo a escola, no papel primordial da educação, um dos caminhos para um mundo sem perspectivas de melhoria para a população. Conflitos acerca da demora da reforma agrária, assim como da falta de conscientização da importância da sociedade do campo, foram os direcionadores para a proposição de mudanças possíveis.
Contudo, essas discussões data do inicio da década de 1990 e são decorrentes de muitas lutas realizadas ao longo de décadas pelos direitos e valorização da população campesina, sendo a educação o meio que se determinou para a obtenção de sucesso nessa empreitada.
É importante esclarecer que o Movimento dos Trabalhadores Rurais Sem Terra (MST) teve uma participação relevante no que se refere a Educação do Campo, visto que atuou no sentido de "reivindicar políticas públicas para a educação do campo como parte de sua luta pela Reforma Agrária e contra a desigualdade" (Pereira, 2012, p. 287). 
Com a pressão pública foi sendo desenvolvidos programas de educação voltadas para o campo que tinham como papel visar o desenvolvimento e melhora de tais, e isso ficou com papel da Secretaria de Educação Continuada, Alfabetização e Diversidade (SECAD), que é órgão administrado pelo Ministério da Educação (MEC).
Da busca de mudança e proposição de medidas que viabilizam a valorização do campo surge o paradigma da Educação do Campo que se faz em oposição à Educação Rural. A Educação Rural estava mais voltada para a adaptação do campesino as condições do campo, sendo que prevaleciam os valores da cidade sore os valores do campo forjando uma identidade urbana para os camponeses.
O currículo é um contraponto nessa discussão, pois a educação rural possui conteúdos de interesses da cidade e, desse modo, o sujeito do campo não possuía o acesso ao conhecimento que valorizassem o cotidiano no campo. Assim, a educação do campo, surge para resolver algumas das dificuldades na área da educação e que priorizam a valorização da identidade camponesa.

A escola do campo trouxe uma certa tranquilidade em relação as necessidades do camponês, mostrando o caminho da educação para o reconhecimento e valorização do homem do campo, estabelecendo em suas diretrizes metodológicas que sirvam à comunidade camponesa. A Educação do Campo é aquela que ocorre aonde existe o campesinato, ou seja a Educação no Campo. 
Uma questão para se levantar é que há alunos com deficiência que vivem no campo e estão matriculados em escolas das áreas rural ou urbana. Há crianças e jovens com deficiência  que  vivem  em  terras  indígenas,  comunidades  remanescentes  de quilombos, assentamentos, comunidades ribeirinhas e demais áreas rurais em nosso país (IBGE, 2010; Brasil, 2012a). E pouco se discute sobre a educação inclusiva dentro deste âmbito. Recentemente, a legislação tem destacado que ações na área da educação especial devem considerar as áreas rurais, bem como a educação do campo, de indígenas e quilombolas, e garantir a interface com a educação especial.

## Licenciaturas em Educação do Campo no Brasil
O decreto 7352 de 4 de novembro de 2010 define a política para a educação do campo e entre outras delimitações estabelece o que se compreende por populações do campo. Assim fica estabelecido no referido decreto que as populações do campo são compostas por "agricultores familiares, os extrativistas, os pescadores artesanais, os ribeirinhos, os assentados e acampados da reforma agrária, os trabalhadores assalariados rurais, os quilombolas, os caiçaras, os povos da floresta, os caboclos e outros que produzam suas condições materiais de existência a partir do trabalho no meio rural". Para a formação de professores atuantes na Educação do Campo estabeleceu-se que o processo formativo estará atrelado à Política Nacional de Formação de Profissionais do Magistério da Educação Básica
Desde  sua  concepção,  os  cursos  de  Licenciatura  em  Educação  do  Campo preveem a formação de educadores capazes de realizarem a gestão de processos educativos escolares, de atuarem de forma pedagógica nas comunidades rurais e de exercerem a docência interdisciplinar. Nessas licenciaturas, o objetivo é de formar educadores com noção de totalidade, sendo capazes de formular sínteses básicas  e  críticas  em  relação  a  projetos  de  agricultura,  para  desenvolverem  seu trabalho educativo a partir de posicionamentos sobre a crise socioambiental e o globalizado modelo hegemônico de desenvolvimento. Há estudos sistemáticos sobre a implementação do processo de reflexão e análise da experiência de oferta dos cursos de Licenciatura em Educação do Campo nas Universidades Públicas Brasileiras.